# موجو راولی
دین جاناتان مهتادی (به انگلیسی:Dean Jonathan Muhtadi)متولد ۱۷ ژوئیه ۱۹۸۶ کشتی‌گیر حرفه ای آمریکایی و بازیکن سابق فوتبال آمریکایی است. وی بیشتر به دلیل حضور در دبلیودبلیوئی شناخته می‌شود، جایی که او با نام موجو راولی اجرا می‌کرد.وی در طول دوران تصدی خود با دبلیودبلیوئی، هفت بار
قهرمان و برنده نسخه نبرد کشتی حرفه ای سلطنتی ۲۰۱۷ بود.